# Uvereds kyrka
Uvereds kyrka är en kyrkobyggnad som sedan 2002 tillhör Järpås församling (tidigare Häggesleds församling) i Skara stift. Den ligger i den sydvästra delen av Lidköpings kommun.

## Historia

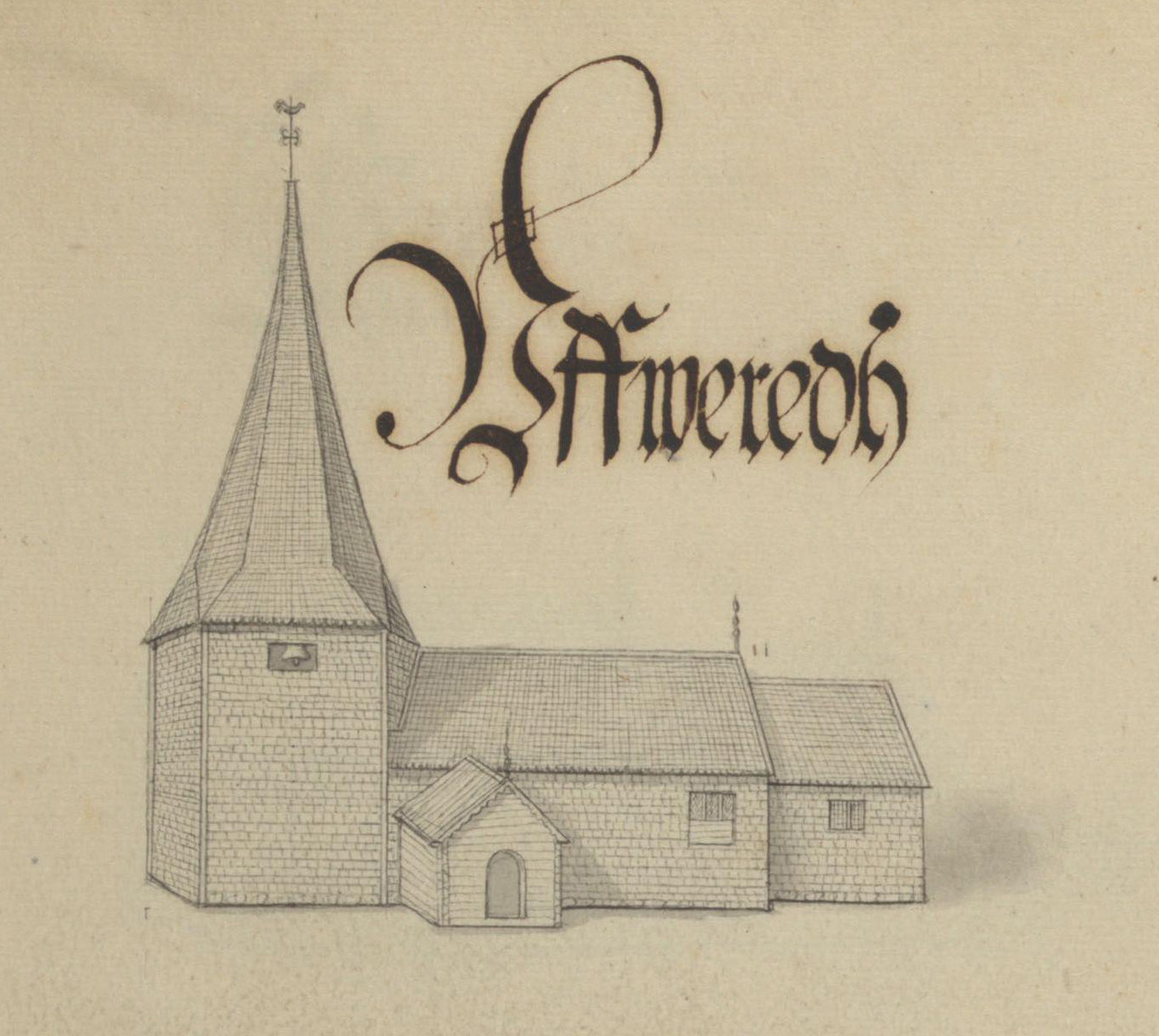
Uvereds gamla kyrka på teckning omkring 1670.

- En medeltida kyrka brändes av danskarna 1612
- På sockenbornas initiativ byggdes 1647 en ny träkyrka. Den var timrad och spånklädd med rektangulärt långhus och i öster ett smalare och lägre kor. Framför västra delen av långhuset fanns ett vapenhus och i väster ett brett, lågt torn med åttakantig huv och spira. Kyrkan revs 1840.[2]

## Kyrkobyggnaden
Nuvarande stenkyrka i nyklassisk stil uppfördes åren 1840–1841 av byggmästare Peter Pettersson, Sandhult, efter ritningar av arkitekt Jacob Wilhelm Gerss. Den placerades 400 meter söder om den ödekyrkogård där tidigare kyrkor ska ha haft sin plats. Stilen är renodlad, proportionerlig empir. År 1907 renoverades kyrkans exteriör och interiör efter program av arkitekt Sigge Cronstedt och en stor del av inredningen nytillverkades.

## Inventarier
- Altartavlan är målad 1887 av Sven Linderoth.
- Dopfunten av trä är tillverkad 1907 efter ritningar av snickare Johansson i Järpås.
- Predikstolen som renoverades 1907 är troligen från föregående kyrka.

### Orgel
Orgeln, som är placerad på läktaren i väster, är byggd 1883 av Johan Anders Johansson i Mösseberg. Den renoverades först 1975 av Smedmans Orgelbyggeri och därefter även 2004 av Tostareds Kyrkorgelfabrik. Fasaden härstammar från 1862 års orgel byggd av Johan Nikolaus Söderling. Instrumentet har sex stämmor fördelade på manual och pedal.